# Joyce Carol Oates
Joyce Carol Oates, född 16 juni 1938 i Lockport, New York, är en amerikansk författare som skrivit såväl romaner och noveller som pjäser, lyrik och fakta. Hon skriver även under pseudonymerna Rosamond Smith och Lauren Kelly. Hon är mest känd för den bästsäljande romanen Blonde (2000), baserad på Marilyn Monroes liv.
Till hennes essäböcker hör Om boxning från 1987. Flera av hennes berättelser, bland annat romanerna Foxfire – en tjejligas bekännelser om kvinnliga ungdomsbrottslingar, och Blonde har blivit filmatiserade.

## Biografi
Joyce Carol Oates föddes i Lockport i den nordvästra delen av delstaten New York och växte upp på föräldrarnas bondgård. Hennes farmor Blanche var av judisk härkomst. Föräldrarna hade inte någon högre utbildning, men när Joyce Carol Oates visade intresse och begåvning, uppmuntrade de henne till fortsatta studier. När hon var 14 år gammal fick hon sin första skrivmaskin, och började skriva berättelser. I skolan utmärkte hon sig, och erhöll ett stipendium så att hon kunde läsa vid Syracuse University. När hon var 19 år gammal vann hon sin första utmärkelse som författare. Efter anmärkningsvärt kort studietid tog hon magisterexamen vid University of Wisconsin, och samtidigt gifte hon sig med Raymond Smith.
1962 flyttade hon med sin make till Detroit, där hon fick tjänst vid universitetet. De sociala oroligheterna i staden inspirerade henne till hennes första roman, With Shuddering Fall. Hon fick en ny tjänst 1968 vid University of Windsor i Kanada, och familjen flyttade då dit. Samtidigt som hon undervisade vid universitetet skrev hon ett par böcker per år, och etablerade sig som en av de främsta amerikanska författarna. 1978 fick hon en professur vid Princeton University, där hon fortfarande är verksam.

## Författarskap
Joyce Carol Oates har varit oerhört produktiv som författare, och därtill en av de mest hyllade amerikanska någonsin. Flera gånger har hon förutspåtts få Nobelpriset i litteratur.
I sitt författarskap har hon anknutit till den romantisk-realistiska, traditionella skolan, där individers desillusioner och relationer, samt samhällsskildringarna av sin samtids USA, varit i fokus, framför det postmoderna formexperimentet. Under 1980-talet, med Bellefleur och senare romaner, återintroducerade hon den gotiska romanen, och lämnade samtidigheten för att skildra den amerikanska historien. Senare romaner har varit familjekrönikor.
Romanen Blonde som gavs ut 2000 handlar om Marilyn Monroe och blev mycket omskriven och uppskattad. Den sålde i stora upplagor och nominerades till prestigefulla priser som Pulitzerpriset och National Book Award.
Joyce Carol Oates har prisats för sin ungdomsromandebut Stor i käften (2003) och senare ungdomsromanen Vilda Gröna Ögon (2004). Även Mörkt vatten (1992) har rönt stor uppmärksamhet.

### Influenser
År 2001 påstod Oates att det var svårt att börja spåra hennes litterära influenser, eftersom det finns så många. Hon har dock nämnt flera influenser för sitt skrivande, vad gäller både innehållet och hennes skrivarstil. I hennes essäsamling "The Faith of a Writer, skrev Oates att en gåva, Lewis Carrolls Alice i underlandet, som hon fick när hon var åtta, var den stora skatten i hennes barndom och den mest djupgående litterära influensen i hennes liv. Hon har också skrivit att hon har påverkats av Sylvia Plath, Henry James, Henry David Thoreau, Flannery O'Connor, Bob Dylan och William Faulkner. I hennes räd in i gotisk litteratur och skräcklitteratur har Oates sagt att hon var djupt influerad av Franz Kafka och känner en skrivande vänskap med James Joyce.

### Romaner
- 1964 – With Shuddering Fall (ej utgiven på svenska)
- 1967 – A Garden of Earthly Delights (ej utgiven på svenska)
- 1968 – Expensive People (ej utgiven på svenska)
- 1969 – dom där (them) (1990), översättning: Kerstin Gustafsson
- 1971 – Wonderland (ej utgiven på svenska)
- 1973 – Gör med mig vad du vill (Do With Me What You Will) (1976), översättning: Caj Lundgren
- 1975 – The Assassins: A Book of Hours (ej utgiven på svenska)
- 1976 – Childwold (ej utgiven på svenska)
- 1978 – Morgonstjärnan (Son of the Morning) (1981), översättning: Annika Preis
- 1979 – Cybele (1985), översättning: Kerstin Gustafsson
- 1979 – Unholy Loves (ej utgiven på svenska)
- 1980 – Bellefleur (1982), översättning: Kerstin Gustafsson
- 1981 – Ljusets ängel (Angel of Light) (1984), översättning: Anna Pyk
- 1982 – A Bloodsmoor Romance (ej utgiven på svenska)
- 1984 – Mysteries of Winterthurn (ej utgiven på svenska)
- 1985 – Vintersolstånd (Solstice) (1986), översättning: Kerstin Gustafsson
- 1986 – Marya - ett liv (Marya: A Life) (1986), översättning: Kerstin Gustafsson
- 1987 – Men tiden går (You Must Remember This) (1988), översättning: Anna Pyk
- 1989 – Amerikansk aptit (American Appetites) (1991), översättning: Margareta Tegnemark
- 1990 – Bittert som mitt hjärta (Because It Is Bitter, and Because It Is My Heart) (1992), översättning: Margareta Tegnemark
- 1993 – Foxfire – en tjejligas bekännelser (Foxfire: Confessions of a Girl Gang) (1994), översättning: Margareta Tegnemark
- 1994 – Vad jag levde för (What I Lived For) (1996), översättning: Margareta Tegnemark
- 1995 – Zombie (ej utgiven på svenska)
- 1996 – Det var vi som var Mulvaneys (We Were the Mulvaneys) (1999), översättning: Ulla Danielsson
- 1997 – Man Crazy (ej utgiven på svenska)
- 1998 – My Heart Laid Bare (ej utgiven på svenska)
- 1999 – Broke Heart Blues (ej utgiven på svenska)
- 2000 – Blonde (2001), översättning: Ulla Danielsson
- 2001 – Mitt i livet (Middle Age: A Romance) (2002), översättning: Ulla Danielsson
- 2002 – Jag ska ta dig dit (I'll Take You There) (2003), översättning: Ulla Danielsson
- 2003 – Den tatuerade flickan (The Tattooed Girl) (2004), översättning: Ulla Danielsson
- 2004 – Fallen (The Falls) (2005), översättning: Ulla Danielsson
- 2005 – Älskad, saknad (Missing Mom) (2006), översättning: Ulla Danielsson
- 2006 – Svart flicka, vit flicka (Black Girl / White Girl) (2007), översättning: Ulla Danielsson
- 2007 – Dödgrävarens dotter (The Gravedigger's Daughter) (2008), översättning: Ulla Danielsson
- 2008 – Älskade syster (My Sister, My Love) (2009), översättning: Ulla Danielsson
- 2009 – Lilla himlafågel (Little Bird of Heaven) (2011), översättning: Ulla Danielsson
- 2010 – En fager mö (A Fair Maiden) (2011), översättning: Kerstin Gustafsson
- 2012 – Dykvinnan (Mudwoman) (2012), översättning: Ulla Danielsson
- 2013 – De fördömda (The Accursed) (2013), översättning: Ulla Danielsson
- 2013 – Daddy Love (ej utgiven på svenska)
- 2014 – Karthago (Carthage) (2014), översättning: Ulla Danielsson
- 2015 – Jack of Spades (2017), översättning: Kerstin Gustafsson
- 2016 – Mannen utan skugga (The Man Without a Shadow) (2018), översättning: Klara Lindell
- 2017 – A Book of American Martyrs (ej utgiven på svenska)
- 2018 – Hazards of Time Travel (ej utgiven på svenska)
- 2019 – Mitt liv som råtta (My Life As a Rat) (2019), översättning: Nille Lindgren
- 2020 – Jagad (Pursuit) (2019), översättning: Sofia Nordin Fischer
- 2020 – Natten. Sömnen. Döden. Och stjärnorna. (Night. Sleep. Death. The Stars.) (2022), översättning: Fredrika Spindler
- 2023 – Barnvakten (Babysitter) (2022), översättning: Fredrika Spindler
- 2024 – Andas (Breathe) (2021), översättning: Fredrika Spindler
- 2024 – Snitt (Butcher) (2024), översättning: Fredrika Spindler

### Noveller och samlingar
- Normal kärlek (från Upon the Sweeping Flood And Other Stories (1966), The Wheel of Love And Other Stories (1970), Marriages and Infidelities (1972), The Goddess and Other Women (1974)) (1978), översättning: Else Lundgren
- Livets uppkomst (The Rise of Life on Earth) (1993), översättning: Kerstin Gustafsson
- Syndaflod; Vart ska du, var har du varit? (Where Are You Going, Where Have You Been?) (2000), översättning: Else Lundgren
- Våld – en historia om kärlek (Rape: A Love Story) (1978), översättning: Kerstin Gustafsson
- Djur (Beasts) (2006), översättning: Kerstin Gustafsson
- Mörkt vatten (Dark Water) (2007), översättning: Kerstin Gustafsson
- Vredens Änglar (The Female of the Species: Tales of Mystery and Suspense) (2008), översättning: Kerstin Gustafsson
- Nattsidan (Night-side) (2013), översättning: Johan Theorin
- The Doll-Master and Other Tales of Horror (2016), (ej utgiven på svenska)
- Night-Gaunts and Other Tales of Suspense (2018), (ej utgiven på svenska)
- Vackra dagar (Beautiful Days) (2020), översättning: Nille Lindgren
- Ditt (andra) jag (The (Other) You) (2021), översättning: Fredrika Spindler

### Romaner under pseudonymen "Rosamond Smith"
- Tvillingliv (Lives of the Twins) (1988), översättning: Ingela Bergdahl
- Syskonsjälar (Soul/Mate) (1990), översättning: Johan Günther
- Dubbelroller (Nemesis) (1991), översättning: Johan Günther
- Ormöga (Snake Eyes) (1993), översättning: Johan Günther
- Du kan inte ta mig (You Can’t Catch Me) (1995), översättning: Johan Günther
- Dubbelrosen (Double Delight) (1998), översättning: Lennart Olofsson
- Sarons ros (Starr Bright Will Be With you Soon) (2000), översättning: Irja M. Carlsson
- Brudgummen (The Barrens) (2002), översättning: Nille Lindgren

### Romaner under pseudonymen "Lauren Kelly"
- Tag mig, tag mig med dig (Take Me, Take Me With You) (2005), översättning: Ulla Danielsson
- Det stulna hjärtat (The Stolen Heart) (2006), översättning: Ulla Danielsson
- Jag ska skydda dig från allt (Blood Mask) (2007), översättning: Ulla Danielsson

### Essäer
- Om boxning (On Boxing) (1988), översättning: Anna Pyk
- En författares övertygelse (The Faith of A Writer: Life, Craft, Art) (2005), översättning: Ingrid Ingemark

### Poesi
- Mörker och ömhet: dikter (i urval och översättning av Jonas Ellerström & Elisabeth Mansén) (Ellerström, 2013)

### Ungdomslitteratur
- Stor i käften (Big Mouth & Ugly Girl) (2002), översättning: Helena Ridelberg
- Vilda gröna ögon (Freaky Green Eyes) (2004), översättning: Helena Ridelberg
- Snygg (Sexy) (2005), översättning: Helena Ridelberg
- Efter kraschen tog jag mig samman, bredde ut mina vingar och flög iväg (After the Wreck, I Picked Myself Up, Spread My Wings, and Flew Away) (2007), översättning: Helena Ridelberg
- Två eller tre saker jag glömde berätta för dig (Two or Three Things I Forgot to Tell You) (2012), översättning: Helena Ridelberg

### Självbiografier
- Dagbok 1973-1982 (The Journal of Joyce Carol Oates: 1973-1982) (2009), översättning: Ulla Danielsson
- Änkans bok (A Widow's Story) (2011), översättning: Ulla Danielsson
- Det förlorade landskapet : en författares uppväxt (The Lost Landscape: A Writer's Coming of Age) (2015), översättning: Ulla Danielsson

## Utmärkelser
- Prix Femina Étranger 2005
- National Humanities Medal 2010